# Atherigona ugandae
Atherigona ugandae är en tvåvingeart som beskrevs av Fritz Isidore van Emden 1940. Atherigona ugandae ingår i släktet Atherigona och familjen husflugor. Inga underarter finns listade i Catalogue of Life.